# WGBH

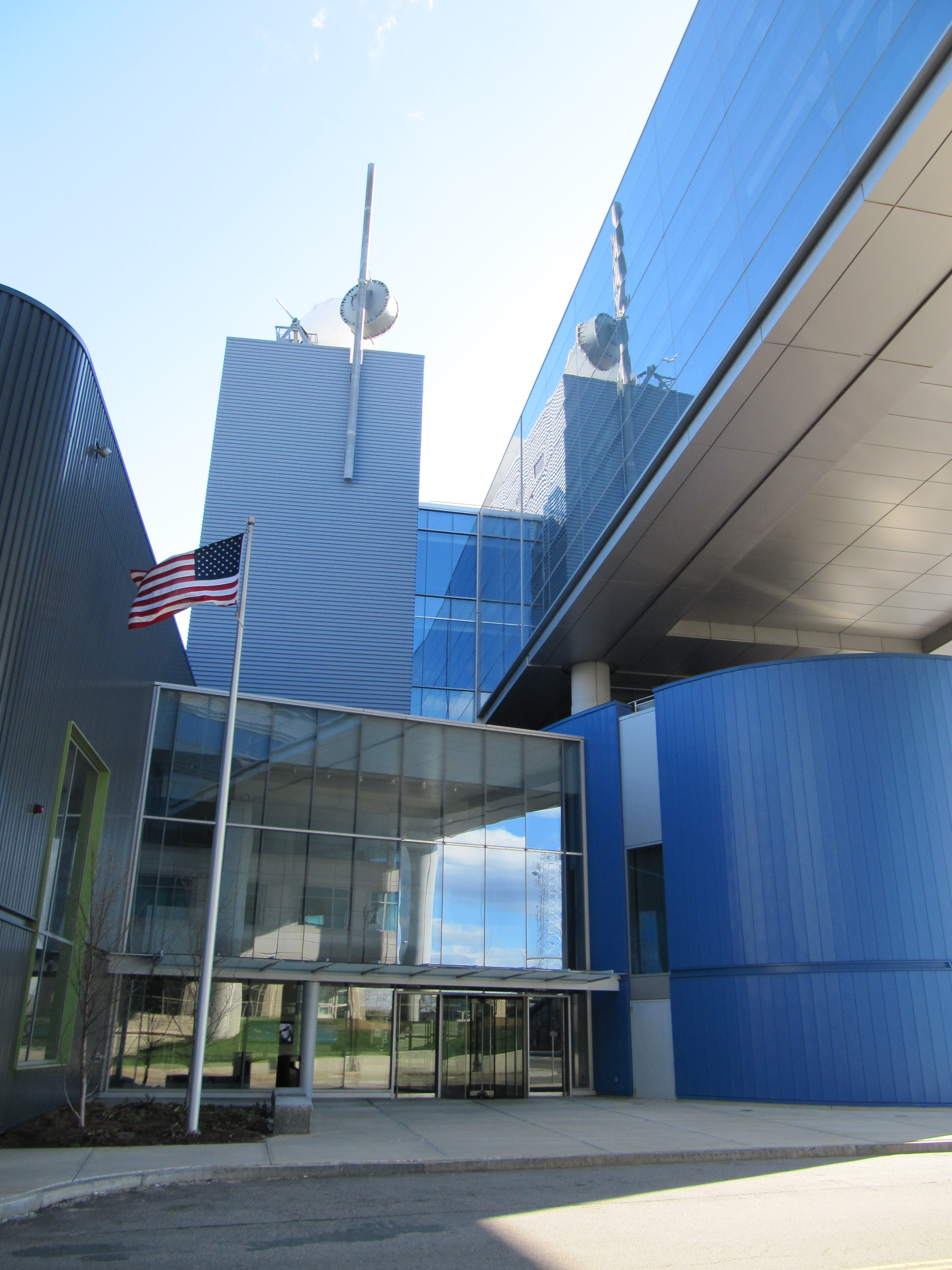
Oficinas principales de la fundación en Boston

La Fundación Educativa WGBH (Western Great Blue Hill) se creó en 1951 en Boston, Massachusetts, como una organización sin fines de lucro, destinada a la puesta al aire de una serie de estaciones de radio y televisión integrantes de la NPR y de la PBS, respectivamente, todas emisoras con licencia para el estado de Massachusetts. Algunas de sus estaciones más importantes son, en Boston: la WGBH (FM), y las televisoras WGBH-TV (canal educativo y cultural emblemático de la fundación) y WGBX -TV, y para la ciudad de Springfield el canal WGBY-TV. La fundación, además de sus estaciones de radio en AM y FM, opera emisoras especializadas que emiten solo por internet.
Otras actividades importantes incluyen la producción de programas para el horario estelar de la PBS, así como contenido infantil que se distribuye a nivel nacional e internacional. La fundación también brinda servicios especializados de accesibilidad para personas discapacitadas. La fundación ha ganado el Premio Peabody 2007 por el documental sobre la enseñanza de la ciencia en los EE. UU., Judgment Day: Intelligent Design on Trial (día del juicio final: el diseño inteligente en el banquillo de los acusados) y Design Squad.

## Historia reciente
En 2003, WGBH y la ciudad de Boston formaron una empresa conjunta para el canal de televisión Boston Kids & Family para reemplazar uno de los antiguos canales de interés público de la ciudad. Boston Kids se lanzó el 31 de octubre de 2003.
Para diciembre de 2005, WGBH de Boston y WNET de Nueva York, ya estaban transmitiendo un subcanal con una versión local de World, el cual fue agregado en abril de 2006 por WETA de Washington. Luego, WGBH y WNET se asociaron con PBS, APT y NETA para lanzar una versión nacional para todos los EE. UU. de este canal local que pasó a llamarse PBS World. La nueva estación especializada en ciencia, naturaleza, noticias y asuntos públicos fue lanzada a nivel nacional el 15 de agosto de 2007.
En julio de 2012, WGBH adquirió Public Radio International (PRI), una organización que proporciona programas a 850 estaciones de radio en los EE. UU., a través de la cual WGBH aumentó su distribución de programas.
En noviembre de 2015, WGBH compró GlobalPost cuyas operaciones editoriales y fuentes periodísticas fueron fusionadas con el personal de noticias de The World, de PRI (que se realiza en coproducción con la BBC de Londres).

## Unidades especializadas
- First 8 Studios, grupo de diseño de aplicaciones móviles para niños de 8 años o menos.
- Forum Network, conferencias en línea financiada por el Instituto Lowell.
- GlobalPost
- PBS Distribution, una empresa conjunta con PBS para distribuir programas de PBS y de WGBH a varios mercados, tanto nacionales como extranjeros, y distribuir videos para uso doméstico (DVD).
- PBS LearningMedia, una empresa conjunta con PBS para distribuir material docente relacionado con los programas de PBS.

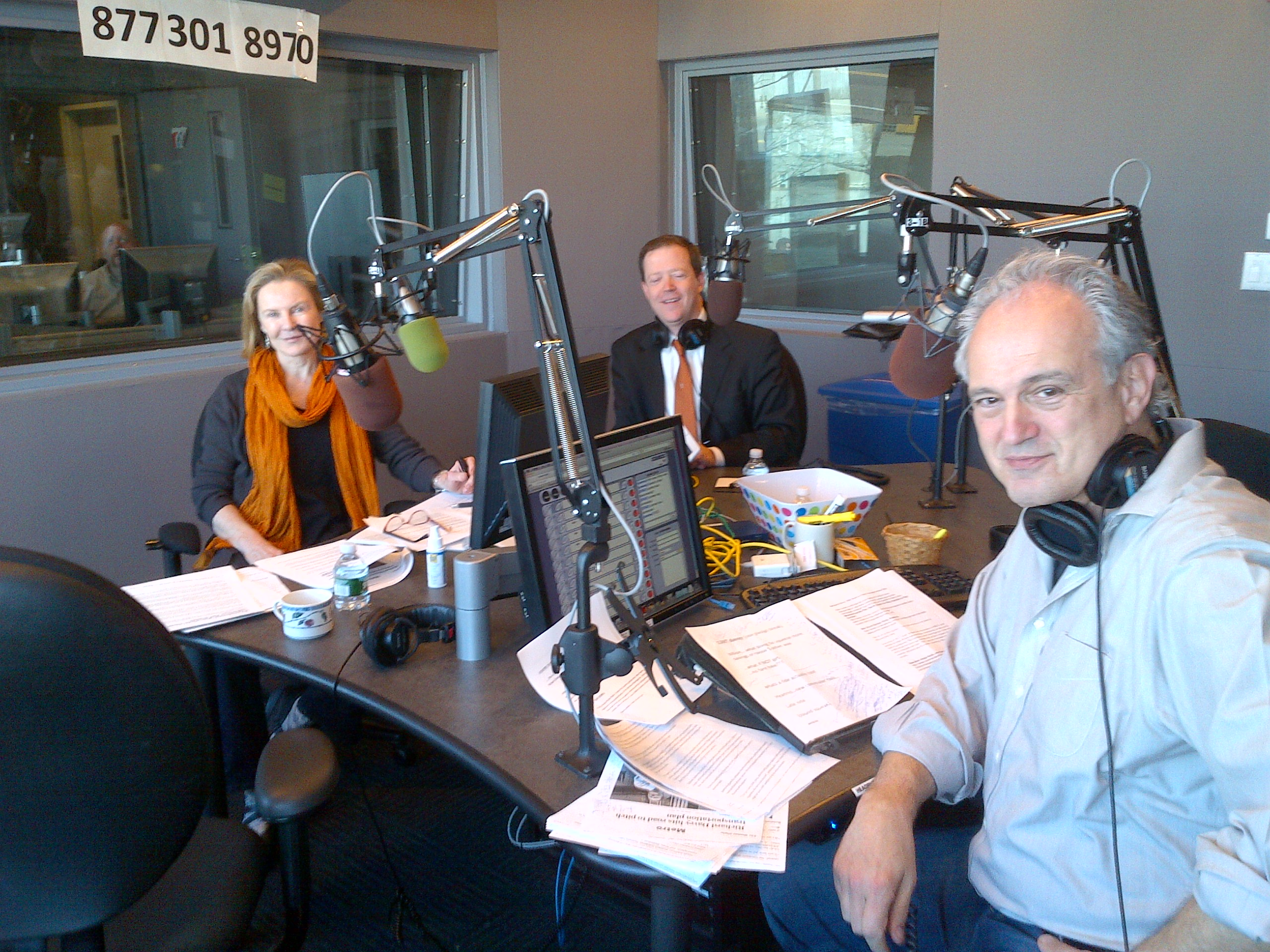
Estudios de la estación de radio WGBH de Boston (2013)

- WGBH Education.

## Estaciones de radio
- WCAI
- WCRB
- WGBH
- WNAN
- WZAI
- PRI (radio pública internacional de los EE. UU.)

## Canales de televisión
- WGBH-TV: la estación emblemática de la fundación.
- WGBX-TV: su estación secundaria para la ciudad de Boston.
- WGBY-TV: estación en Springfield, Massachusetts
- Boston Kids & Family TV, una empresa conjunta de canal de cable con la ciudad de Boston que transmite de 7:00 a. m. a 8:00 p. m. programación infantil, y el resto del día repeticiones de programas educativos de WGBH-TV.
- Create (canal de televisión), una empresa conjunta de la American Public Television (APT), WGBH, WNET y la Asociación de telecomunicaciones educativas nacionales (NETA).
- World (canal de televisión), una empresa conjunta de WNET, NETA y APT.